# Haliclona similis
Haliclona similis är en svampdjursart som först beskrevs av Topsent 1897.  Haliclona similis ingår i släktet Haliclona och familjen Chalinidae. Inga underarter finns listade i Catalogue of Life.